# Allophryne ruthveni
Allophryne ruthveni é uma espécie de anfíbio da família Allophrynidae. É encontrada na região da Guiana, da Venezuela, através da Guiana, Suriname, Guiana Francesa, ao extremo norte do Brasil (Rondônia, Amapá, Pará, Amazonas, norte do Mato Grosso e Roraima). Possivelmente também pode ser encontrado na Bolívia e Colômbia. O holótipo foi descoberto em Tukeit Hill, abaixo das Cataratas de Kaieteur na Guiana. O nome específico é uma homenagem à Alexander Grant Ruthven.